# Harry Greb
Edward Henry Greb (Pittsburgh, 6 de junio de 1894 – Atlantic City, 22 de octubre de 1926) fue un boxeador profesional estadounidense. Apodado «El molino de viento» muchos historiadores del boxeo lo consideran uno de los mejores boxeadores libra por libra de todos los tiempos.
Fue campeón estadounidense de peso semipesado de 1922 a 1923 y campeón mundial de peso mediano de 1923 a 1926. Peleó 298 veces registradas en su carrera de 13 años, que comenzó en alrededor de 140 libras. Luchó contra la mejor oposición que las décadas de 1910 y 20 ricas en talento podían brindarle y, a pesar de comenzar como un peso welter, con frecuencia se enfrentaba y vencía a los pesos semipesados e incluso a pesos pesados.
Ampliamente considerado como uno de los mejores luchadores de todos los tiempos, Greb actualmente está clasificado por BoxRec como el quinto luchador más grande de todos los tiempos. Greb también fue nombrado el segundo peleador más grande de los últimos 80 años por The Ring, el quinto peleador más grande de todos los tiempos por el historiador Bert Sugar, el cuarto peleador más grande de todos los tiempos por el historiador y comentarista de boxeo Max Kellerman y clasificado como el #1 mediano, el peso semipesado n.° 3 y el peleador libra por libra n.° 2 de todos los tiempos según la Organización Internacional de Investigación del Boxeo.

## Estilo de lucha
Tenía un estilo de lucha muy agresivo, muy rápido y enjambre y enterraba a sus oponentes bajo una tormenta de golpes. Era escurridizo con muy buen juego de pies para saltar dentro y fuera de los oponentes. También era un maestro en la lucha sucia y no tenía reparos en emplear todo tipo de tácticas dudosas, como hacer girar a su oponente y usar el talón y los cordones de sus guantes. A menudo recibía todo lo que daba y, sin que la prensa lo supiera, continuó peleando en varios combates incluso cuando quedó ciego de un ojo debido a una lesión sufrida en un combate anterior. El 'Pittsburgh Windmill' también fue muy duradero, sufriendo solo 2 derrotas por nocaut técnico en toda su carrera. El primero fue en su séptima pelea cuando fue noqueado por un oponente que lo superaba con creces, el segundo sucedió 3 años después cuando Greb se rompió el radio de su brazo izquierdo y terminó la ronda pero no pudo continuar la pelea.
La última debilidad puede haber sido su falta de poder de nocaut; aunque pudo lastimar y destrozar a muchos oponentes debido a la constante avalancha de golpes limpios que les asestó, luchó para detenerlos, pero esto se debió principalmente al hecho de que sus oponentes eran mucho más grandes que él. Lanzó una brutal paliza a Gene Tunney, mucho más grande, en dos ocasiones, cortándolo y lastimándolo gravemente, pero no pudo noquearlo en ambas ocasiones.

## Carrera
Fue hijo de inmigrantes, con un padre alemán y madre de ascendencia alemana, Pius y Annie, quienes lo criaron en un hogar de clase trabajadora. Comenzó su carrera en el boxeo profesional en 1913, peleando principalmente en su ciudad natal de Pittsburgh. En 1915, estaba luchando contra oponentes de clase mundial, en particular, el miembro del salón de la fama Tommy Gibbons y el actual campeón de peso mediano George Chip, a quienes enfrentó dos veces durante 1915-1916 en peleas sin título. Perdería ambas peleas por «decisión del periódico» (en ese momento, estaba prohibido dar una decisión oficial al final de una pelea, por lo que los periódicos que cubrían la pelea tomarían una decisión), pérdidas que luego vengaría.
Greb pelearía 37 veces en el único año 1917 (un récord), ganando 34 de esas peleas, ya sea de manera oficial o extraoficial. Entre sus oponentes derrotados ese año estaban el actual campeón de peso semipesado Battling Levinsky (en una pelea sin título), el ex campeón de peso semipesado Jack Dillon, el peso mediano George Chip y el peso pesado Willie Meehan, quien había vencido al futuro campeón de peso pesado Jack Dempsey a principios de año.
A pesar de todos estos excelentes resultados, a Greb todavía se le negó la oportunidad de luchar por un título. Un empate en el periódico de febrero de 1918 contra Mike O'Dowd, quien ganaría el título de peso mediano durante el año, y una derrota en el periódico ante Billy Miske, no ayudaron en su esfuerzo. Sin embargo, después de ese revés, Greb ganaría sus próximas 52 peleas seguidas. Durante ese período, venció al futuro campeón de peso semipesado Mike McTigue, a los contendientes de peso pesado Billy Miske, Mike Gibbons, Bill Brennan, Jeff Smith, Leo Houck 3 veces y a Battling Levinsky no menos de cuatro veces durante ese período (6 veces en total) en periódico. decisiones Levinsky era el actual campeón de peso semipesado en ese momento.

### Problemas de la vista
En 1921, durante una pelea con el duro peso semipesado Kid Norfolk (nombre real William Ward), recibió un pulgar en el ojo derecho, lo que se cree que resultó en un desgarro de retina . La lesión eventualmente conduciría a la ceguera permanente. Greb luchó admirablemente, ganando por decisión periodística en diez asaltos y finalmente consiguiendo una oportunidad por el título de peso mediano. Se cree comúnmente que Greb perdió completamente la vista en el ojo después de su quinta pelea con Bob Roper, después de lo cual tardó casi dos meses en recuperarse y fue visto en un hospital con parches en ambos ojos. Increíblemente, mantuvo la lesión en secreto para todos menos para su esposa y sus amigos más cercanos, engañando a los médicos durante los exámenes físicos previos a la pelea al memorizar el orden de las letras en la tabla optométrica (Greb luego perdería parte de la visión en su ojo izquierdo y su pérdida gradual). de vista le llevaba a acostarse siempre con la luz encendida).

### Greb vs. Tunney
El 23 de mayo de 1922, Harry Greb se enfrentó a Gene Tunney, el invicto campeón estadounidense de peso semipesado (el título mundial estaba entonces en manos del francés Georges Carpentier ) en lo que podría decirse que terminaría siendo la pelea decisiva de su carrera. En el primer asalto, Greb inmediatamente fracturó la nariz de Tunney en dos lugares y luego procedió a abrir una herida profunda sobre el ojo izquierdo del actual campeón. Según informes de testigos oculares, Greb se vio obligado posteriormente a encargar al árbitro que se limpiara intermitentemente los guantes manchados de sangre con una toalla. A lo largo de la pelea, Greb le pedía repetidamente al árbitro que detuviera la pelea, mientras que Tunney, decidido, le imploraba al mismo tiempo que permitiera que continuara la pelea. Ronda tras ronda, la golpiza continuó con Tunney negándose a rendirse e incluso sonriendo durante el derramamiento de sangre para evitar que el árbitro detuviera el partido. Al final de quince rondas brutales, Tunney era un desastre sangriento y Greb se coronó campeón por decisión unánime. Esta fue la primera y única derrota profesional en la carrera de Tunney, y la pelea fue aclamada como la Pelea del año de 1922 por Ring Magazine .
Después de defender su título contra Tommy Loughran, Greb le concedió a Tunney la revancha. En una batalla muy disputada, librada en el Madison Square Garden en febrero de 1923, Tunney recuperó su título por decisión dividida muy controvertida. Múltiples informes de testigos oculares afirman que Greb controló la pelea y golpeó a Tunney, cortándolo y sacudiéndolo con golpes en más de una ocasión. Pero Tunney pudo defenderse a diferencia del primer encuentro y en algunos puntos fue competitivo con Greb. La multitud abucheó fuertemente cuando Tunney fue anunciado como el ganador.
Los dos hombres se enfrentarían tres veces más, con Tunney defendiendo con éxito su título recuperado en otra pelea de quince asaltos y luego peleando hasta un empate sin decisión en el periódico, donde la mayoría de los periódicos tenían a Greb ganando, pero el árbitro Matt Hinkel declaró que habría dictaminado un empate, por lo que los libros de registro lo tienen así. La quinta batalla fue una reminiscencia de la primera pelea de su serie, excepto que esta vez fue Tunney golpeando a Greb durante la pelea. Según Tunney, cerca del final del combate, mientras los dos peleadores estaban encerrados en un clinch, Greb le pidió directamente a Tunney que no lo noqueara. Se dice que Tunney accedió a esta solicitud y luego reconoció el incidente como el mayor tributo que recibió en su carrera, afirmando que "Aquí estaba uno de los mejores luchadores de todos los tiempos dejando su escudo, admitiendo la derrota y sabiendo que no lo expondría". Tunney continuaría venciendo a Jack Dempsey por el título de peso pesado. Greb siguió siendo el único hombre que había vencido a Tunney, y este último estaría entre los portadores del féretro en el funeral de Greb.

### Campeón mediano
Un mes después de perder su título de peso semipesado ante Tunney, Greb fijó su mirada en el campeón de peso mediano Johnny Wilson ; sin embargo, cuando el mánager de Wilson, Marty Killelea, se negó a ofrecerle la pelea, Greb supuestamente ideó una solución ingeniosa. Aparentemente, pagó a algunos camareros clandestinos en Pittsburgh y Nueva York para que le sirvieran agua en vasos de colores y luego fingió estar intoxicado en un espectáculo muy teatral. Cuando Killelea presenció una de estas actuaciones, asumió que Greb estaba listo para tomar y se apresuró a organizar la pelea. El 31 de agosto de 1923, Greb se enfrentó a Wilson por el título mundial de peso mediano, ganando una decisión profesional en 15 asaltos en lo que sería nada menos que una pelea de rudos. Cuando el árbitro Jack O'Sullivan intervino para separar a los luchadores durante un agarre brusco en particular, le preguntó a Greb con incredulidad qué pensaba que estaba haciendo, a lo que Greb respondió: "Golpear a Johnny en el ojo, ¿no lo ves?"  Greb le concedería a Wilson una revancha el 18 de enero de 1924, en el Madison Square Garden, ganando otra decisión en 15 asaltos.

### Greb vs. Walker
La defensa más notable del título de Greb fue contra el actual campeón mundial de peso welter, Mickey Walker, en julio de 1925, en el Polo Grounds de Nueva York . La mayoría de los expertos e incluso el propio Walker creían que Greb tendría problemas para hacer los 160 límite de peso lb, pero cuando se informó que Greb pesaba 157 1/2 lbs se insertó como el favorito con probabilidades de 9 a 5. Durante las primeras rondas de la batalla, Walker salió atacando a Greb en el cuerpo mientras el campeón defensor aparentemente intentaba evitar los calambres en ambas piernas. Las rondas intermedias vieron a Greb comenzar a relajarse y controlar el ritmo de la pelea, mientras que Walker aún podía conectar algunas combinaciones llamativas. Las rondas de campeonato fueron todas de Greb, quien durante la ronda 14, intentó noquear a un cansado Walker abrumándolo con una tórrida avalancha de golpes. Walker pudo resistir el asalto, y Greb recibió una decisión unánime de los jueces y retuvo el campeonato.
(tenga en cuenta que no hay reportaje en ningún periódico al día siguiente de esta supuesta pelea de club nocturno. La historia parece haber sido inventada mucho después de la muerte de Greb. Todos los que estaban con Greb esa noche lo refutaron, al igual que algunos de los empleados de Walker. Su manager en ese momento, Joe Degnan, dijo que Mickey fue llevado al Polyclinic Hospital después de la pelea para que le cosieran los cortes y luego pasaron la noche poniéndole hielo para reducir la hinchazón en todo su cuerpo. No estaba en condiciones de ir a ninguna parte ni pelear con nadie).

### Greb vs. Flowers
A los 32 años, un desgastado Greb había pasado años de su mejor momento cuando fue emparejado con el complicado zurdo Tiger Flowers (que era un año menor que Greb) en el Madison Square Garden en febrero de 1926. Flowers, un especialista en defensa, contrarrestó bien los ataques de Smoke City Wildcat y ganó una decisión disputada después de quince asaltos para anexar el título de peso mediano de Greb. Flowers volvió a vencer a Greb en su revancha seis meses después, en una decisión aún más controvertida, con los fanáticos irrumpiendo en el ring en protesta por el resultado. Greb declaró más tarde: "Bueno, esa fue una pelea que gané si alguna vez gané alguna", en referencia a lo que terminaría siendo la última batalla en una carrera legendaria.

## Biografía
Se retiró luego de la segunda derrota ante Flowers y le dijo a un amigo que planeaba abrir un gimnasio en el centro de Pittsburgh. En septiembre de 1926 le hicieron una enucleación ocular derecha y lo reemplazaron con una prótesis de vidrio. Habiendo rechazado un trabajo como sparring de Jack Dempsey, en preparación para Dempsey-Tunney I (declarando: «Me sentiría como un ladrón tomando el dinero de Jack. Nadie puede ponerlo en condiciones lo suficientemente buenas como para azotar a Gene»), se registró en una clínica de Atlantic City para someterse a una cirugía para reparar el daño en la nariz y el tracto respiratorio causado por su carrera en el ring y varios accidentes automovilísticos. Sin embargo, se produjeron complicaciones y murió de insuficiencia cardíaca a las 14:30. Fue enterrado en el cementerio católico Calvary, en su ciudad natal de Pittsburgh.

## Legado
Es recordado por su espíritu de lucha indomable y la voluntad de enfrentarse a toda oposición viable a pesar de las supuestas desventajas. Especialmente loable fue su voluntad de boxear con luchadores afroamericanos altamente calificados, que incluían a Jack Blackburn, Kid Norfolk y Tiger Flowers en una era en la que muchos boxeadores blancos se negaban a hacerlo. En total, se enfrentó a 16 miembros del Salón de la Fama, con marca de 32–11–5. Solo en 1919, peleó 45 peleas y las ganó todas, una hazaña que es muy poco probable que se repita dada la trayectoria actual de los boxeadores modernos. En 1955 fue consagrado al Salón de la Fama de la revista The Ring, en 1970 investido al Salón de la Fama del Deporte de Pensilvania, en 1980 ingresó al Salón de la Fama del Boxeo Mundial y en 1990 al Salón Internacional de la Fama del Boxeo.

## Récord profesional
Toda la información de esta sección procede de BoxRec, a menos que se indique lo contrario.